# Charlot fait une cure
Pour les articles homonymes, voir The Cure (homonymie).

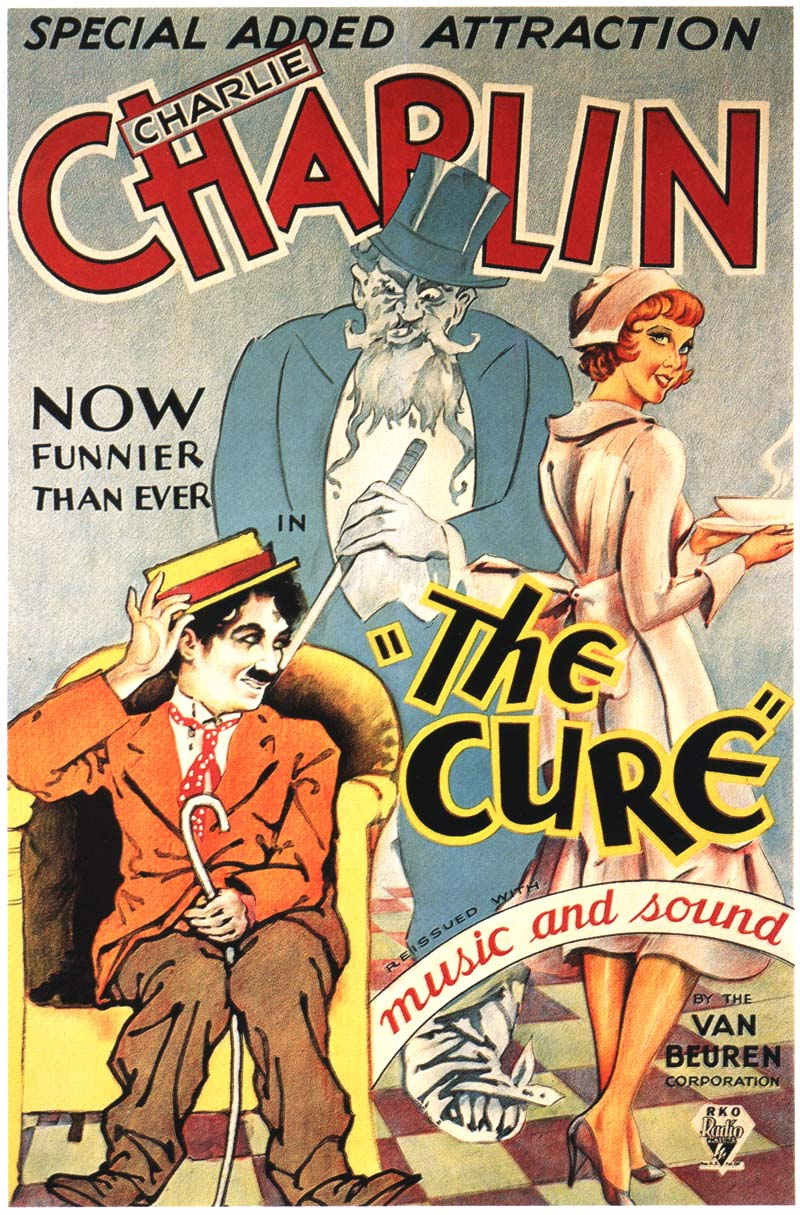
Affiche originale du film.

Charlot fait une cure est un film américain réalisé par Charlie Chaplin, sorti le 16 avril 1917.

## Synopsis
Un alcoolique arrive dans une paisible station thermale, encore chancelant, la malle pleine d'alcools de toutes sortes.

## Fiche technique
- Titre original : The Cure
- Réalisation : Charlie Chaplin
- Scénario : Charlie Chaplin
- Production : Mutual
- Musique : Alan Roper
- Photographie : William C. Foster et Roland Totheroh
- Pays d'origine : États-Unis
- Format : Noir et blanc - muet
- Genre : Comédie
- Durée : 29 minutes
- Date de sortie : 16 avril 1917

## Distribution
- Charlie Chaplin : Alcoolique
- Edna Purviance : La femme
- Eric Campbell : Le géant au pied dans le plâtre
- John Rand : Personnel de la station thermale
- Albert Austin : Personnel de la station thermale
- Frank J. Coleman : Directeur de la station thermale
- James T. Kelley : Personnel de la station thermale
- Henry Bergman : Le masseur